# Меридор, Яаков
Яаков Меридор (ивр. יעקב מרידור‎, при рождении Яков Винярский ивр. יעקב ויניארסקי‎; 29 сентября 1913 года, Липно, Российская империя — 30 июня 1995 года, Израиль) — израильский политик, командир Иргуна, депутат кнессета (1, 2, 3, 4, 5, 6, 10 созывы), Министр экономики и планирования (19-е и 20-е правительство Израиля).

## Биография
Яаков Винярский родился 20 сентября 1913 года в местечке Липно, на территории Царства Польского Российской империи, в еврейской семье Ханоха Винярского и его жены Мирьям (урождённой Познанской). Учился в современном хедере, затем окончил гимназию «Мория» во Влоцлавеке, где преподавание велось на иврите.
Присоединился к организации «Бейтар» в 1930 году, под влиянием событий в Палестине, в частности, из-за резни в Хевроне. В 1932 году вместе с группой бейтаровцев репатриировался в Палестину, спустя год вступил в «Иргун» (тогда ещё в составе «Хаганы»). Возглавил отряд «Иргуна» в Петах-Тикве, а в 1939 был направлен организацией в Польшу, для прохождения курса командиров.
Вернулся в Палестину в 1940 году, в отношениях с британскими войсками поддержал линию руководителя «Иргуна» Давида Разиэля, который призывал сотрудничать с британцами. Вместе с Разиэлем и другими бойцами отправился в Ирак в мае 1941 года, для выполнения диверсионного задание, порученного членам «Иргуна» британцами. В ходе операции погиб Разиэль и Меридор занял его место на посту руководителя организации.
По возвращении из Ирака женился на Ципоре Френкель, пара поселилась в Рамат-Гане. После отказа британских властей от предложения Меридора создать еврейское диверсионное подразделение и введения Белой книги он решил прекратить любое сотрудничество с мандатными властями. Меридор предложил провести операцию по захвату британского верховного комиссара в Иерусалиме, которого он предлагал судить. Однако командиры «Иргуна» отвергли это предложение, тогда Меридор ушел в отставку с поста руководителя организации. В декабре 1943 года организацию возглавил Менахем Бегин, а Меридор стал его заместителем.
Был арестован британскими военными в ходе операции «Сезон» в 1945 году, был сослан в Африку. Он участвовал в восьми попытках побега, одна из которых увенчалась успехом, и в апреле 1948 года прибыл во Францию. 15 мая 1948 года он прибыл в Израиль, был назначен ответственным за интеграцию бойцов «Иргуна» в Армию обороны Израиля. После конфликта вокруг «Альталены» был ненадолго арестован.
Стал одним из основателей движения «Херут» и был избран от него в кнессет 1-го созыва, от него же переизбирался в кнессет 2-го, 3-го, 4-го и 5-го созывов. В кнессет 6-го созыва избирался от нового блока «ГАХАЛ». В кнессет 7-го созыва избран не был и на некоторое время политику покинул.
Меридор вернулся в политику в 1981 году, когда был избран в кнессет от Ликуда. В правительстве Менахема Бегина получил пост министра экономики и планирования, которых сохранил в правительстве Ицхака Шамира.
В 1955 году опубликовал книгу воспоминаний «Долгая дорога к свободе». Скончался в 1995 году, в Израиле.